# Assassin’s Creed: Rogue
Assassin’s Creed: Rogue – osadzona w otwartym świecie przygodowa gra akcji z elementami skradanki stworzona przez studio Ubisoft Sofia, wydana przez Ubisoft. Stanowi siódmą część głównej serii, będąc sequelem Assassin’s Creed IV: Black Flag z 2013 roku i prequelem Assassin’s Creed III z 2012. Ostatnia jej misja jest prologiem do wydanego w tym samym roku Assassin’s Creed: Unity. Rogue to ostatnia gra z serii wydana na konsole PlayStation 3 i Xbox 360, jak również jedna z ostatnich gier w ogóle wydanych przez Ubisoft na konsole siódmej generacji, który po jej premierze na wspomniane platformy wydaje tylko ruchowe gry casualowe. Na PlayStation 3 i Xboxa 360 wydana została w listopadzie 2014 roku, zaś wersja na komputery osobiste pojawiła się w marcu 2015.
Fabuła osadzona jest w XVIII wieku podczas wojny siedmioletniej i przedstawia losy Shaya Patricka Cormaca – asasyna, który przechodzi na stronę templariuszy. Rozgrywka w Rogue jest bardzo zbliżona do tej z Black Flag, pozwalając na eksplorację otwartego świata na pokładzie statku celem odkrywania nowych miejsc, jak również przemieszczania się pieszo na lądzie.

## Fabuła
Shay Patrick Cormac, dwudziestojednoletni rekrut bractwa asasynów, zostaje wysłany przez swojego mentora do Lizbony celem pozyskania starożytnego artefaktu. Gdy go odnajduje, doprowadza to do ogromnego trzęsienia ziemi. Wiedząc, że pięć lat wcześniej w trakcie poszukiwań przez asasynów artefaktów podobne trzęsienie miało miejsce na Haiti, Cormac neguje metody stosowane przez swoje bractwo oraz kierunek, jakie obrało, i zdradza swoich towarzyszy. Oferuje swoje usługi zakonowi templariuszy jako łowca asasynów, którzy wraz ze swoimi sojusznikami terroryzują Nowy Jork. Mając do dyspozycji niemalże nieograniczone środki, rozpoczyna walkę z dawnymi kamratami, która znacząco osłabia bractwo asasynów. Cormac jest bezpośrednio powiązany z wydarzeniami z prologu z Assassin’s Creed: Unity, będąc tym, który zabija Charles’a Doriana, ojca Arna – głównego bohatera Unity. W Rogue pojawiają się również postaci z poprzednich odsłon, w tym m.in. Haytham Kenway (drugoplanowy antagonista Assassin’s Creed III), mentor Ratonhnhaké:tona Achilles Davenport, Adéwalé (kwatermistrz Edwarda Kenwaya i protagonista dodatku Freedom Cry), George Washington czy Benjamin Franklin.

## Rozgrywka
W Rogue powraca wprowadzony w Assassin’s Creed IV system żeglowania i walk morskich, stanowiący ważną część Black Flag. Morrígan, statek Cormaca, w porównaniu z Kawką Kenwaya ma płytsze zanurzenie, dzięki czemu może pływać na rzekach. Wśród nowości znalazły się niedostępne wcześniej bronie dla statku, takie jak płonący olej i kartaczownica Puckle’a, jak również możliwość dokonania przez wrogów abordażu Morrígan. Część akcji rozgrywa się na Północnym Atlantyku, w związku z czym wprowadzone zostały odpowiednie związane z tym elementy, takie jak góry lodowe, kra oraz zdolny do ich niszczenia taran. W odróżnieniu od Black Flag, w Rogue nie zaimplementowano eksploracji podwodnych obszarów, ponieważ zbyt długie przebywanie w północnoatlantyckich wodach powoduje stopniowe wychłodzenie Shaya, a w konsekwencji jego śmierć.
Podczas walki na lądzie postać może korzystać z wprowadzonej w tej odsłonie wiatrówki, pozwalającej po cichu zdejmować wrogów na dystans za pomocą strzałek usypiających, rozwścieczających czy petard. Dodany został także granatnik, który załadować można granatami odłamkowymi i innymi rodzajami pocisków. Nieznacznie zmieniona została walka wręcz, podczas której – podobnie jak w serii Batman: Arkham – w odpowiednim momencie możliwe jest kontrowanie ataków przeciwnika. Wrodzy asasyni używają przeciwko Cormacowi tych samych umiejętności, co gracz na przestrzeni całej serii, mogąc ukryć się w stogu siana, wtopić w tłum bądź zaatakować z powietrza. Nowością jest również trujący gaz, który wykorzystać można jako broń środowiskową.
Poza zadaniami i aktywnościami pobocznymi z poprzednich części, dodano również nowe, związane z przynależnością Shaya do templariuszy, takie jak np. „przechwycenia asasynów”. Podczas gdy w poprzednich misjach kierowany przez gracza asasyn otrzymywał zlecenia na zabicie templariuszy, Shay przechwytuje wiadomości o planowanym ataku na kamratów i likwiduje asasynów mających dokonać zabójstwa.

## Produkcja
W marcu 2014 roku ujawniono prace nad przeznaczoną na konsole PlayStation 3 i Xbox 360 odsłoną Assassin’s Creed o kryptonimie Comet. Pod koniec miesiąca pojawiły się dodatkowe informacje, wedle których Comet osadzone ma zostać około roku 1758 w Nowym Jorku oraz na Oceanie Atlantyckim. Gra miała być bezpośrednią kontynuacją Black Flag, a jej głównym bohaterem templariusz imieniem Shay. Powrócić mieli w niej Haytham Kenway Assassin’s Creed III i Adewalé z Black Flag.
Grę oficjalnie zapowiedziano 5 sierpnia 2014, po wycieku jej tytułu. Reżyser Martin Capel opisał ją jako zakończenie „sagi północnoamerykańskiej” i stwierdził, że zaprojektowana została tak, żeby spełnić oczekiwania fanów, takie jak m.in. wcielenie się w templariusza. Jednym z jej celów było „zapełnienie luk” w historii pomiędzy Assassin’s Creed III a Black Flag, miała również stanowić „ważne ogniwo” dla wydarzeń z poprzednich gier. Poza Ubisoft Sofia, nad grą pracowały również studia Ubisoftu w Singapurze, Montrealu, Quebecu, Chengdu, Mediolanie i Bukareszcie. Potwierdzono również, że w grze nie znajdzie się tryb wieloosobowy.

## Odbiór
Assassin’s Creed: Rogue spotkało się z mieszanym przyjęciem ze strony krytyków. Średnia ocen gry w agregatorach recenzji wynosi – w zależności od platformy – od 69% do 74%.
Recenzent magazynu „Electronic Gaming Monthly” Ray Carsillo przyznał grze ocenę 8,5/10, chwaląc interesującego protagonistę, przyjemną historię oraz wprowadzenie nowych broni, projektu misji oraz konieczność zapobiegania skrytobójstwom zamiast ich wykonywania, jak również zaawansowaną i usprawnioną mechanikę walki. Skrytykował jednak kiepskie tempo opowieści, częste błędy oraz brak trybu dla wielu graczy. W podsumowaniu stwierdził, iż Rogue jest znacznie przyjemniejszym doświadczeniem, niż się spodziewał; robi dostatecznie wiele, żeby wyróżnić się na tle serii, dając jednocześnie ważne detale fabularne, pozwalające powiązać grę z Assassin’s Creed III i IV. Stanowi doskonałe zwieńczenie tych gier z serii, w których czas poświęcano na eksplorowanie osiemnastowiecznych europejskich kolonii w Ameryce Północnej.
W recenzji magazynu „Eurogamer” Rogue zostało porównane do Assassin’s Creed: Revelations, stanowiącego zwieńczenie sagi poświęconej Eziowi Auditoremu. Stwierdzono, że chociaż gra zapożycza z poprzednich części niektóre lokacje, rodzaje broni i mechanikę, jak np. Nowy Jork z Assassin’s Creed III, walka na morzu, odnawianie budynków w celu zyskania przychodów, czy odszukiwanie wrogów za pomocą radaru podobnego do tego z gry wieloosobowej, to jednak wykorzystanie asasynów jako wrogów zostało uznane za niezwykle potrzebną nowość jeśli chodzi o system walki. Recenzent uznał, że wykorzystywane przeciwko graczowi techniki, które wobec wrogów stosowali protagoniści poprzednich odsłon, wprowadza do walki w Rogue „świeżość”. W recenzji skrytykowano jednak długość głównego wątku fabularnego, który jest znacznie krótszy niż w poprzedniczkach.
Matt Miller z magazynu „Game Informer” ocenił grę na 8,25/10, chwaląc różnorodność dodatkowych aktywności, zróżnicowane środowiska i rodzaje misji, wprowadzone w grze nowości oraz dobrą rozgrywkę, zaznaczając jednak, że jest ona zbyt podobna do tej z poprzednich części. Skrytykował powtarzalność systemu walki wręcz i brak trybu wieloosobowego. Opisując grę stwierdził, że Rogue jest rozległy, dając wiele możliwości do eksploracji, a chociaż brak w nim innowacji, oferuje bogatą rozgrywkę i wiedzę o świecie dla wiernych fanów. Daniel Bloodworth z serwisu GameTrailers w recenzji zwieńczonej oceną 7,2/10 chwalił powrót postaci z poprzednich części Assassin’s Creed, znakomitą scenerię i środowisko oraz interesujące misje przechwycenia asasynów, krytykując jednak przewidywalnego i nudnego protagonistę, słabo skonstruowane misje w początkowej fazie gry, rozczarowujące walki z bossami oraz liczne błędy. W podsumowaniu stwierdził, że pod wieloma względami Rogue sprawia wrażenie rozszerzenia do zeszłorocznego Black Flag, identyczne są nawet menu, wprowadza on jednak pewne poprawki do formuły – wcielanie się w asasyna oraz polowanie na dawnych towarzyszy.
Daniel Krupa z serwisu IGN w recenzji z oceną 6,8/10 chwalił wciągającą historię, nieszablonowego protagonistę i klimatyczną scenerię, krytykując brak nowych umiejętności templariuszy, nijakie starcia z innymi głównymi bohaterami, mdłe zadania poboczne, pusty świat oraz frustrujący system walki, który jego zdaniem nie został usprawniony od poprzedniej części. Jednym z zarzutów wobec gry było również to, że nie zachęca ona gracza do eksplorowania świata. Mark Walton z serwisu GameSpot wystawił grze ocenę 6/10, krytykując przewidywalną historię, protagonistę, którego nie da się polubić, brak interesujących misji oraz mierną kluczową zawartość. Według recenzenta gra sprawia wrażenie dodatku do Black Flag, nie robiąc niczego w celu rozwinięcia serii. Xav de Matos z Joystiqa również ocenił grę na 6/10, krytykując brak jakichkolwiek nowości dla marki, twierdząc, iż Assassin’s Creed: Rogue jest w zasadzie klonem Black Flag. Stwierdza też, że jeżeli gracz jest w stanie zaakceptować powielanie elementów w innych tytułach, za które płaci cenę pełnej gry, jest bardziej niż prawdopodobne, że spodoba mu się to, co ma do zaoferowania Assassin’s Creed: Rogue.